# Bahnstrecke Pacasmayo–La Viña
| Streckenlänge: | 146 km               |                          |                          |
| Spurweite: | 1435 mm (Normalspur) |                          |                          |
| |                      |                          |                          |
| \| \| 0 \| Pacasmayo Muelle (Hafen) \| Pacasmayo Muelle (Hafen) \| \| \| 1 \| Pacasmayo \| Pacasmayo \| \| \| \| Hornito \| \| \| \| 7 \| San Pedro \| San Pedro \| \| \| \| Molino \| \| \| \| 14 \| Cavur Hacienda \| Cavur Hacienda \| \| \| 16 \| Calasnique \| Calasnique \| \| \| \| \| \| \| \| 17 \| Ventarrón \| Ventarrón \| \| \| 18 \| San José \| San José \| \| \| 20 \| Ñampol \| Ñampol \| \| \| \| Río Jequetepeque \| \| \| \| 22 \| Cultambo \| Cultambo \| \| \| 24 \| Chafan \| Chafan \| \| \| 26 \| Limomcarro \| Limomcarro \| \| \| 31 \| Chafan Chico Hacienda \| Chafan Chico Hacienda \| \| \| 33 \| Chafan Grande \| Chafan Grande \| \| \| 34 \| Cerillo \| Cerillo \| \| \| 35 \| Talambo \| Talambo \| \| \| 40 \| Chepén \| Chepén \| \| \| \| Lurífico \| \| \| \| 43 \| Guadalupe \| Guadalupe \| \| \| 18 \| Tecapa \| Tecapa \| \| \| \| Calambo \| \| \| \| 30 \| Tolón \| Tolón \| \| \| \| El Huabal \| \| \| \| 36 \| Ventanillas \| Ventanillas \| \| \| \| Río Jequetepeque \| \| \| \| 40 \| Pay Pay \| Pay Pay \| \| \| 45 \| Monte Grande \| Monte Grande \| \| \| \| Chungala \| \| \| \| 51 \| Tembladera \| Tembladera \| \| \| \| Río Jequetepeque \| \| \| \| 55 \| Yonán \| Yonán \| \| \| \| Vitahual \| \| \| \| 62 \| Quindén \| Quindén \| \| \| \| Monte Alegre \| \| \| \| 73 \| Llallán \| Llallán \| \| \| \| Monica \| \| \| \| 85 \| Chilete \| Chilete \| \| \| 89 \| Punta de Rieles \| Punta de Rieles \| \| \| 91 \| La Viña \| La Viña \| \| \| \| \| \| \| Quellen: a)[1]:22; b)[2] \| \| \| \| |                      |                          |                          |
| Betriebs-/Güterbahnhof Streckenanfang (Strecke außer Betrieb) | 0                    | Pacasmayo Muelle (Hafen) | Pacasmayo Muelle (Hafen) |
| Bahnhof (Strecke außer Betrieb) | 1                    | Pacasmayo                | Pacasmayo                |
| Haltepunkt / Haltestelle (Strecke außer Betrieb) |                      | Hornito                  | Hornito                  |
| Bahnhof (Strecke außer Betrieb) | 7                    | San Pedro                | San Pedro                |
| Haltepunkt / Haltestelle (Strecke außer Betrieb) |                      | Molino                   | Molino                   |
| Bahnhof (Strecke außer Betrieb) | 14                   | Cavur Hacienda           | Cavur Hacienda           |
| Bahnhof (Strecke außer Betrieb) | 16                   | Calasnique               | Calasnique               |
| Abzweig geradeaus und nach links (Strecke außer Betrieb) · Strecke von rechts (außer Betrieb) |                      |                          |                          |
| Strecke (außer Betrieb) · Bahnhof (Strecke außer Betrieb) | 17                   | Ventarrón                | Ventarrón                |
| Strecke (außer Betrieb) · Bahnhof (Strecke außer Betrieb) | 18                   | San José                 | San José                 |
| Strecke (außer Betrieb) · Bahnhof (Strecke außer Betrieb) | 20                   | Ñampol                   | Ñampol                   |
| Strecke (außer Betrieb) · Brücke über Wasserlauf (Strecke außer Betrieb) |                      | Río Jequetepeque         | Río Jequetepeque         |
| Strecke (außer Betrieb) · Bahnhof (Strecke außer Betrieb) | 22                   | Cultambo                 | Cultambo                 |
| Strecke (außer Betrieb) · Bahnhof (Strecke außer Betrieb) | 24                   | Chafan                   | Chafan                   |
| Strecke (außer Betrieb) · Bahnhof (Strecke außer Betrieb) | 26                   | Limomcarro               | Limomcarro               |
| Strecke (außer Betrieb) · Bahnhof (Strecke außer Betrieb) | 31                   | Chafan Chico Hacienda    | Chafan Chico Hacienda    |
| Strecke (außer Betrieb) · Bahnhof (Strecke außer Betrieb) | 33                   | Chafan Grande            | Chafan Grande            |
| Strecke (außer Betrieb) · Bahnhof (Strecke außer Betrieb) | 34                   | Cerillo                  | Cerillo                  |
| Strecke (außer Betrieb) · Bahnhof (Strecke außer Betrieb) | 35                   | Talambo                  | Talambo                  |
| Strecke (außer Betrieb) · Bahnhof (Strecke außer Betrieb) | 40                   | Chepén                   | Chepén                   |
| Strecke (außer Betrieb) · Haltepunkt / Haltestelle (Strecke außer Betrieb) |                      | Lurífico                 | Lurífico                 |
| Strecke (außer Betrieb) · Kopfbahnhof Streckenende (Strecke außer Betrieb) | 43                   | Guadalupe                | Guadalupe                |
| Bahnhof (Strecke außer Betrieb) | 18                   | Tecapa                   | Tecapa                   |
| Haltepunkt / Haltestelle (Strecke außer Betrieb) |                      | Calambo                  | Calambo                  |
| Bahnhof (Strecke außer Betrieb) | 30                   | Tolón                    | Tolón                    |
| Haltepunkt / Haltestelle (Strecke außer Betrieb) |                      | El Huabal                | El Huabal                |
| Bahnhof (Strecke außer Betrieb) | 36                   | Ventanillas              | Ventanillas              |
| Brücke über Wasserlauf (Strecke außer Betrieb) |                      | Río Jequetepeque         | Río Jequetepeque         |
| Bahnhof (Strecke außer Betrieb) | 40                   | Pay Pay                  | Pay Pay                  |
| Bahnhof (Strecke außer Betrieb) | 45                   | Monte Grande             | Monte Grande             |
| Haltepunkt / Haltestelle (Strecke außer Betrieb) |                      | Chungala                 | Chungala                 |
| Bahnhof (Strecke außer Betrieb) | 51                   | Tembladera               | Tembladera               |
| Brücke über Wasserlauf (Strecke außer Betrieb) |                      | Río Jequetepeque         | Río Jequetepeque         |
| Bahnhof (Strecke außer Betrieb) | 55                   | Yonán                    | Yonán                    |
| Haltepunkt / Haltestelle (Strecke außer Betrieb) |                      | Vitahual                 | Vitahual                 |
| Bahnhof (Strecke außer Betrieb) | 62                   | Quindén                  | Quindén                  |
| Haltepunkt / Haltestelle (Strecke außer Betrieb) |                      | Monte Alegre             | Monte Alegre             |
| Bahnhof (Strecke außer Betrieb) | 73                   | Llallán                  | Llallán                  |
| Haltepunkt / Haltestelle (Strecke außer Betrieb) |                      | Monica                   | Monica                   |
| Bahnhof (Strecke außer Betrieb) | 85                   | Chilete                  | Chilete                  |
| Bahnhof (Strecke außer Betrieb) | 89                   | Punta de Rieles          | Punta de Rieles          |
| Kopfbahnhof Streckenende (Strecke außer Betrieb) | 91                   | La Viña                  | La Viña                  |
| |                      |                          |                          |
| Quellen: a):22; b) |                      |                          |                          |

Die Bahnstrecke Pacasmayo–La Viña war eine eingleisige, normalspurige Bahnstrecke in Peru. Sie verband eine Reihe von Orten im Hinterland mit dem Hafen Pacasmayo am Pazifik.:39

## Geschichte
Wie zahlreiche andere Eisenbahnen in Peru handelte es sich um einen Inselbetrieb, der gebaut wurde, um wirtschaftlich interessanten Orten im Hinterland Zugang zu einem Hafen an der Pazifikküste zu verschaffen. 1870 schrieb die peruanische Regierung den Bau der Strecke Pacasmayo–Guadalupe aus. Der Gewinner der Ausschreibung scheiterte aber sofort, weil wegen des Deutsch-Französischen Kriegs kein Kredit bei den Banken zu bekommen war. Im zweiten Versuch wurde der Bau deshalb als Staatsbahn unternommen und als Generalunternehmer Henry Meiggs beauftragt. Diesem gelang es die Bahn bis 1872 betriebsfähig herzurichten und er übernahm auch deren Betrieb. 1874 war die Strecke bis zum Endbahnhof La Viña in Betrieb. Alle folgenden Überlegungen, die Strecke weiter ins Inland zu verlängern, scheiterten an der Topografie: Um die westliche Anden-Cordillere zu überwinden, hätte die Strecke auf 37 km einen Höhenunterschied von knapp 3000 m überwinden müssen.:39
Der Streckenast nach La Viña verlief im engen Tal des Río Jequetepeque. 1877 wurde die dort verlaufende Strecke bei einem Hochwasser schwer beschädigt und im gleichen Jahr starb Henry Meiggs. Es dauerte recht lange, bis wenigstens der größte Teil der Strecke wieder aufgebaut war::39, 43
- Der Abschnitt Calasnique–Yonán konnte, nachdem 8 km Strecke provisorisch repariert worden waren und bei Yonán eine Behelfsbrücke errichtet worden war, wieder befahren werden.
- Erst 1907 war die Strecke bis Chilete wieder in Stand gesetzt.
- Der Abschnitt Chilete–La Viña wurde endgültig aufgegeben.

Die Bahnstrecke Pacasmayo–La Viña gehörte zu den Staatsbahnstrecken, die 1890 als Ausgleich für im Staatsbankrott Perus nach dem verlorenen Salpeterkrieg wertlos gewordene Staatsanleihen an die Peruvian Corporation übergeben wurden. Diese betrieb fortan die Bahn durch die Tochtergesellschaft Pacasmayo Guadalupe Railway Company.:39

## Betrieb
1932 besaß die Bahn vier Strecken- und drei Rangierlokomotiven (alles Dampflokomotiven), 14 Personenwagen und 61 Güterwagen. 1936 beschaffte die Bahn zwei Triebwagen mit je einem Beiwagen und insgesamt 120 Sitzplätzen.:40
1968 wurde der Bahnbetrieb weitestgehend aufgegeben, nur die Gleise im Bereich des Streckenendes in Pacasmayo blieben noch einige Jahre länger als Hafenbahn in Betrieb.:40